# IC 4446
IC 4446 ist eine Spiralgalaxie vom Hubble-Typ Sbc im Sternbild Bärenhüter am Nordsternhimmel. Sie ist schätzungsweise 426 Millionen Lichtjahre von der Milchstraße entfernt und hat einen Durchmesser von etwa 115.000 Lj.

Im selben Himmelsareal befinden sich u. a. die Galaxien NGC 5654 und IC 4435.
Das Objekt wurde am 9. Juli 1896 von Stéphane Javelle entdeckt.